# Autodual
En mathématiques, la notion d'autodualité est liée à celle de dualité. Un objet est autodual s'il est son propre dual. 
La signification de dual et donc d'autodual varie en fonction des objets considérés :
- Cône autodual
- Graphe autodual
- Hypergraphe autodual
- Polyèdre autodual et, par généralisation, Polytope autodual.